# ネメシオ・オセゲラ・セルバンテス
ネメシオ・オセゲラ・セルバンテス(スペイン語：Nemesio Oseguera Cervantes,1966年7月17日 - )はメキシコの麻薬密売人、元警察官。メキシコでシナロア・カルテルに次ぐ勢力を有するハリスコ新世代カルテルの創設者にして現リーダー。
ネメシオ・オセゲラ・セルバンテスはアギリヤの貧しいアボカド農家に生まれ、10代で家族とともにアメリカ合衆国のカリフォルニア州に移住しサンフランシスコで生活する。この時から麻薬密売人となり数回逮捕された。
30歳でメキシコに送還されるとハリスコ州の地方警官を経てシナロア・カルテル傘下の「ミレニオ・カルテル」に加入し、2009年にその分派(ハリスコ新世代カルテルの前身組織)のリーダーとなった。
その後ハリスコ新世代カルテルは急成長を遂げて、2025年現在ではシナロア・カルテルに次ぐ犯罪組織になり、ネメシオ・オセゲラ・セルバンテス(エル・メンチョ)は、ホアキン・グスマン、イスマイル・サンバダ・ガルシア(エル・マヨ)と並ぶメキシコの麻薬王と称されている。

## 経歴

### 幼少期
ネメシオ・オセゲラ・セルバンテスは1964年7月17日または1967年7月17日にメキシコ合衆国の 中西部にあるミチョアカン州アギリヤ 田舎町キュロティトランで貧しいアボカド農家に生まれた。 彼には「ネメシオ」、「ルベン・アセルゲラ・セルバンテス」、「ロレンソ・メンドーサ」、「ネメシオ・オセグエラ・ラモス」などの別名が確認されている。 複数の情報源によると、彼の出生名はルベンだったが、ゴッドファーザーを偲んでネメシオに変更したと述べている。 また、ネメシオ・オセゲラ・セルバンテスには「エル・メンチョ」という別名で広く知られている。別のあだ名は「雄鶏の王」で、闘鶏への愛に由来していると言われている。
ネメシオには フアン、ミゲル、アントニオ、マリン、アブラハムの5人の兄弟がおり、特に兄のアントニオ・オセゲラ・セルバンテスは、ハリスコ新世代カルテルの創設にも関わるほどの存在となる。ネメシオは貧しいアボカド農場を手伝うために小学5年生の時に中退し、14歳の時に農場の警備を任されるようになった。それから数年後にネメシオは自分自身により良い生活をしたいと決心し、 1980年代に家族とともにアメリカ合衆国のカリフォルニア州に移住しサンフランシスコで生活する。この時から麻薬密売人となり数回逮捕された。

### アメリカでの生活

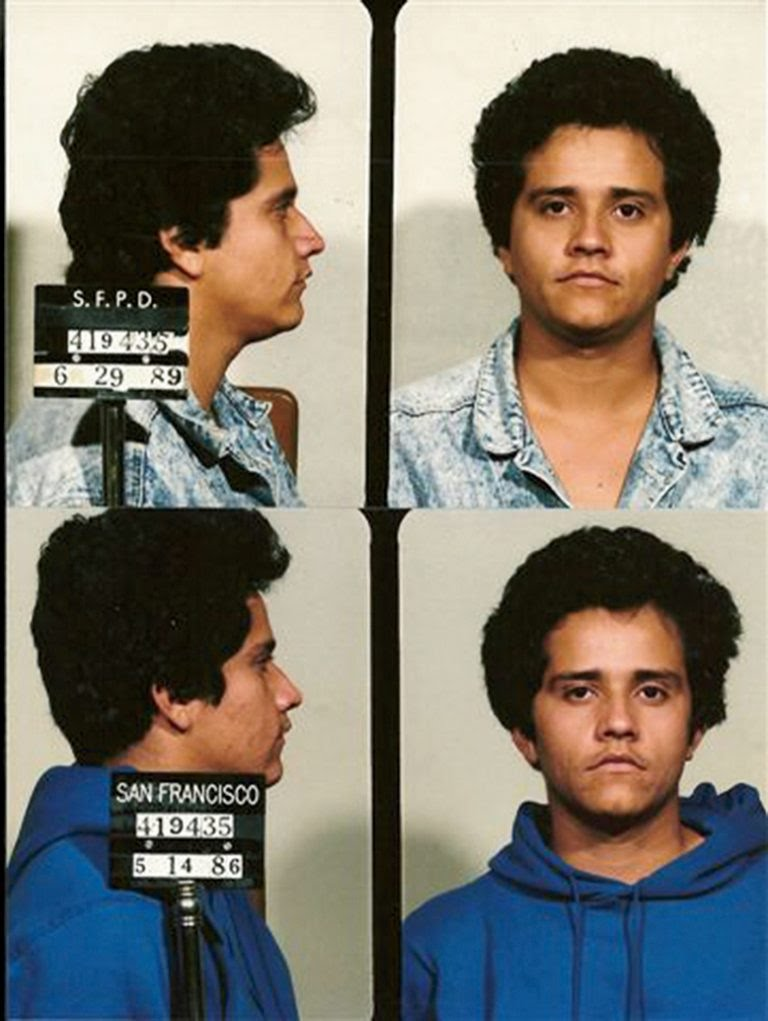
1986年(19歳)と1989年(22歳)に撮影されたオセゲラの顔写真

1986年のころ、彼はカリフォルニア州サンフランシスコのベイエリアに住んでいた。オセゲラは19歳の時に物品を盗み、弾を込めた銃を所持した容疑で、地元のサンフランシスコ市警察によって逮捕された。 国境入国記録によると、オセゲラは1980年代後半に別名を使って数回米国とメキシコの国境を越えた事が分かっている。 麻薬取締局(DEA)とメキシコの捜査当局はオセゲラが義弟の アビガエル・ゴンサレス・バレンシア(別名「エル・クイニ」）とともにレッドウッドシティで覚せい剤の生産と取引に関与したのはこの時期だったと推測している。
1989年にオセゲラは麻薬の密売を行ったとして麻薬密売の容疑でサンフランシスコで再び逮捕された。オセゲラは逮捕から数か月後にメキシコに強制送還されたが、アメリカに再び不法入国し、サンフランシスコに再定住した。 1992年9月に、今度はカリフォルニア州の州都であるサクラメントで麻薬容疑で再び逮捕された。 サクラメントの裁判所による法廷記録によると、オセゲラと弟のエイブラハムは、インペリアルとして知られるサンフランシスコのバーで、5オンスを9,500ドルでヘロイン(麻薬の一つ)取引を行っていた。アブラハムが取引を担当し、オセゲラが見張り役を務めた。 オセゲラは当時26歳で、兄のエイブラハムよりもずっと若かったが、この取引が警察の仕組んだものであることを認識するほどの洞察力を持っていた。彼は兄に、ヘロインを渡した男たちはバラバラのドル紙幣ではなく、完璧に重ねられたドル紙幣を渡した、と語った。地元警察は盗聴器での会話を通じて、オセゲラが兄に、彼らはおとり捜査だったのだから二度と取引をしないように警告しているのを聞いたと証言が記録されていた。

### 逮捕とメキシコへの送還
事件から3週間後に、オセゲラとアブラハムはサンフランシスコ市警察に逮捕された。法廷でオセゲラは無実を主張した。オセゲラは法廷でヘロイン取引には関与しておらず、オセゲラが麻薬を扱っていたことについて潜入捜査官らが嘘をついていると述べた。 検察側は兄弟二人が共働きだったと主張した。無罪を主張したオセゲラであったが、彼にはほとんど選択肢が残されていなかった。もしオセゲラが無罪を主張すれば、兄のエイブラハム（すでに麻薬犯罪の重罪判決が出されている）はおそらく終身刑に処される事は間違いない。 オセゲラの弁護士側は、もしオセゲラが陪審裁判を行うことを決定すれば、エイブラハムがおそらく勝訴するであろうことを理解していた。そのためにオセゲラは有罪を認め、兄のエイブラハムを終身刑から守ることを決意した。 オセゲラは懲役5年の判決を受け、テキサス州にある不法移民が多数収容されていることが知られている ビッグスプリング矯正センターに投獄された。
収監されてから3年後にオセゲラは30歳で仮釈放され、メキシコに強制送還された。メキシコに送還されたオセゲラはハリスコ州の地方自治体であるカボ・コリエンテス とトマトランの警察官に就職した。 しかしながら警察官も長くは続かず、しばらくして、オセゲラは警察官を辞めた。そしてメキシコ最大の麻薬カルテルてであるシナロア・カルテルの傘下組織として知られていたミレニオ・カルテルに加入した。 ミレニオ・カルテルとの関係を強化するために、オセゲラはミレニオ・カルテルのリーダーの姉妹の一人と名高い3歳〜4歳年上のロザリンダ・ゴンサレス・バレンシアと結婚した。

## ハリスコ新世代カルテルのリーダーとして
ネメシオ・オセゲラ・セルバンデス(エル・メンチョ)はハリスコ新世代カルテル(CJNG)のリーダーとして、領土拡大とメキシコ政府・地方政府高官の汚職によって自らの地位を固め、組織を急成長させた。ハリスコ新世代カルテル(CJNG)は、ミレニオ・カルテルから派生した小規模な犯罪組織から、メキシコ有数の犯罪組織の 1 つに成長させた。その過程を通じて、ネメシオ・オセゲラ・セルバンデス(エル・メンチョ)はメキシコで最も指名手配されている犯罪者の一人としての地位を獲得し、麻薬王の称号を得た。

### メキシコ政府・アメリカ政府による追跡

アメリカ国務省によるネメシオ・オセゲラ・セルバンデス（別名「エル・メンチョ」）の指名手配ポスター。逮捕につながる情報提供に最大1,000万米ドル(日本円で約14億円)を提供すると記載されている。

2012年8月25日、ハリスコ州トナヤに拠点を置くメキシコ連邦警察の部隊は、近くの農村地域に組織の基地が存在するという匿名の情報提供を掴んだ。直ぐに治安部隊が現場に到着すると、双方の間で銃撃戦が勃発した。銃撃戦でハリスコ新世代カルテル(CJNG)の武装構成員6名が死亡した。 当初の新聞社の報道では、ネメシオ・オセゲラ・セルバンデス(エル・メンチョ)は本作戦中に治安部隊によって拘束されたとされていたが、後にメキシコ政府は彼が拘留されていないことを確認した。 他の報道では、米国当局がミシシッピ州ガルフポートで覚せい剤を輸入していた対象者のガールフレンドの監視に基づいてメキシコ当局に警告したと述べた。
ネメシオ・オセゲラ・セルバンデス(エル・メンチョ)の逮捕を阻止するための一連の高度に連携した戦術で、ハリスコ新世代カルテル(CJNG)は少なくとも37台の車両に放火し、グアダラハラ都市圏全域の複数の高速道路と道路を封鎖した。車両を燃やした目的は、治安部隊がハリスコ州の高速道路・一般道路を移動するのを妨害して、ネメシオ・オセゲラ・セルバンデス(エル・メンチョ)に逃走する十分な時間を与えるための封鎖として設置することであったと推測されている。警察の増援部隊がグアダラハラに出入りするのを防ぐために、戦略的なルートに封鎖が行われた攻撃終了後、メキシコ政府はネメシオ・オセゲラ・セルバンデス(エル・メンチョ)がその地域にいて逮捕を逃れたことを確認した。

### 現在の状況
2024年現在、メキシコ政府によると、ネメシオ・オセゲラ・セルバンデス(エル・メンチョ)容疑者はハリスコ新世代カルテル(CJNG)の拠点であるハリスコ州に潜伏している可能性がある。メキシコ政府は、ネメシオが同じ場所に長く滞在することはなく、ハリスコ州のいくつかの自治体を越えて、ミチョアカン州、コリマ州、ナヤリット州へと移動していると推測している。治安部隊が彼を包囲しようとした場合に複数の逃げ道を提供するため、彼は通常、これらの地域の山や田園地帯を越えて移動する。当局はネメシオ・オセゲラ・セルバンデス(エル・メンチョ)の側近が元軍事訓練を受けた傭兵で構成されているのではないかと疑っている。彼の 2 番目の警備サークルは規模がはるかに大きく、エル・メンチョの側近に不審な活動を通知し、彼に近づこうとする潜在的なグループを待ち伏せする後衛として機能します。エル・メンチョは、目立たないようにして法執行機関からの摘発を避けるため、ホアキン・“エル・チャポ”・グスマンやCJNGの他のメンバーなどの他の麻薬王と比べて質素なライフスタイルを送っていると考えられている。

## 家族

### 妻

#### ロザリンダ・ゴンサレス バレンシア
ロザリンダ・ゴンサレス バレンシアは、1962年または1963年にメキシコのミチョアカン州生まれ。1996年にネメシオ・オセゲラ・セルバンデス(エル・メンチョ)と結婚し、3人の子供に恵まれる。ハリスコ新世代カルテルでは、財務の最高責任者としての役割を果たした。2021年11月15日、メキシコ軍の兵士によってハリスコ州サポパン自治体で逮捕された。

### 子女

#### ルベン・オセゲラ・ゴンサレス
ルベン・オセグエラ・ゴンサレスは、 通称エル・メンシートとして知られている。1990年2月14日生まれで、ネメシオの長男である。ハリスコ新世代カルテルではネメシオの下で副リーダーを務めた。2017年に逮捕され、2020年にメキシコの隣国アメリカ合衆国に引き渡された。

#### ジェシカ・ジョハンナ・オセゲラ・ゴンザレス
ジェシカ・ジョハンナ・オセゲラ・ゴンザレスは、1986年生まれで、 ラ・ネグラの通称で知られている。2020年2月26日にアメリカ合衆国の首都ワシントンD.Cで、弟のルベンの予備審議に出席するために訪れていた裁判所で逮捕された。2021年6月11日に違法取引の罪で懲役30ヶ月の判決を受けた。 2022年3月14日に保釈された。

#### ライシャ・ミシェル・オセゲラ・ゴンザレス
2001年生まれとされているライシャについて分かっている事は少ないものの、メキシコ国内の複数の事件に関与している可能性があり、メキシコ当局は警戒している。

## 健康不安説

### 病気
2020年に複数のメディアが報じた記事によるとネメシオ・オセゲラ・セルバンデス(エル・メンチョ)は腎臓病を患っているとされている。そのためにハリスコ州の山中にある隠れ家に潜伏しているネメシオは十分な治療を受けられずに病状が悪化している可能性があり、病状悪化に伴って隠れ家から隠れ家への移動が移動が困難になっているとされている。
エル・ユニーバサル紙が報じた記事によるとメキシコの情報機関関係者の話としてネメシオが、最近になってハリスコ州の州都グアダラハラから南西に約250キロ離れたエル・アルシウアトル村に私立病院を設置したと報じた。敵対組織やメキシコ政府からの暗殺を防ぐためであるとされている。

## 死亡説
2022年2月にネメシオ・オセゲラ・セルバンデス(エル・メンチョ)がグアダラハラの私立病院で治療中に呼吸停止により死亡したという未確認の報告があった。 彼の死亡の主張は、その後間もなく、コリマ市周辺に出現し、おそらくエル・メンチョ支持者ホセ・ベルナベ・ブリズエラが率いるメスカレス（独立カルテル・インデペンディエンテ・デ・コリマとしても知られる）によって書かれた「ナルコマンタス」メッセージによって裏付けられた。 ラ・バカはエル・メンチョの死を理由にCJNGから離反したとも報道された。
しかし、エル・メンチョの捜索を指揮する米国麻薬取締局のカイル・モリ氏は、2023年3月にKFI AMのインタビューで彼の死亡の噂を否定した。

## 関連
- メキシコ麻薬戦争